# Chrysolina daosana
Chrysolina daosana – gatunek chrząszcza z rodziny stonkowatych i podrodziny Chrysomelinae.
Gatunek ten opisany został w 2007 roku przez Igora K. Łopatina na podstawie pojedynczego samca. Epitet gatunkowy nawiązuje do taoistycznego pojęcia Dao.
Chrząszcz o podłużnie owalnym ciele długości 7,3 mm, z wierzchu czarnym ze złotym połyskiem. Odnóża i czułki czarne. Głowa z bardzo drobnymi punktami na ciemieniu i czole, a wyraźnymi na nadustku. Na dwukrotnie szerszym niż długim przedpleczu zgrubienia boczne od dysku oddziela wyraźne wgłębienie w przedniej ⅓ i głęboka bruzda w tylnej ⅓. Brzegi boczne przedplecza szeroko zaokrąglone, kąty przednie wystające, a tylne proste. Punktowanie przedplecza i pokryw delikatne i wyraźne, na tych drugich miejscami tworzy sparowane, nieregularne rządki.
Owad znany tylko z południowo-wschodniego Gansu w Chinach.